# Encyklopedia Pomorza Zachodniego – pomeranica.pl

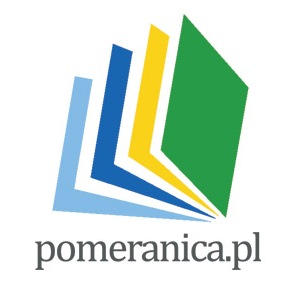
Logo portalu Pomeranica.pl

Encyklopedia Pomorza Zachodniego – pomeranica.pl – encyklopedia internetowa, wspólny projekt edukacyjny Książnicy Pomorskiej w Szczecinie i Fundacji sedina.pl.

## Charakterystyka
Stworzoną na bazie mechanizmu Wiki witrynę uruchomiono w 2013. Projekt ma na celu udostępnianie, promocję i upowszechnianie wiedzy o Pomorzu Zachodnim. Łączy doświadczenie naukowe Książnicy Pomorskiej w zakresie zarządzania informacją z przeszło dziesięcioletnią działalnością stowarzyszenia sedina.pl na rzecz budowy tożsamości lokalnej z wykorzystaniem Internetu. Projekt był odpowiedzią na zmiany zachodzące w odbiorze i tworzeniu zarówno publikacji naukowych, jak i internetowych oraz konieczności dostosowania sposobu przekazywania wiedzy do aktualnych potrzeb i oczekiwań użytkowników Internetu. Projekt powstaje przy wsparciu Zachodniopomorskiego Urzędu Marszałkowskiego.
Encyklopedia stanowi internetowy zbiór haseł (w 2017 było ich około 7000) opisujących ludzi, miejsca, organizacje, zabytki, dzieła i wydarzenia związane z województwem zachodniopomorskim. Powstaje na bazie doświadczeń zdobytych przy tworzeniu Internetowej Encyklopedii Szczecina. W ramach projektu wypracowano standardy redakcyjne dla haseł wprowadzanych do encyklopedii. Nowe hasła wyposażone są w odpowiednią, poprawną naukowo formę, natomiast pozostałe funkcjonujące już hasła poddawane są weryfikacji i standaryzacji na bieżąco (wszystkie hasła wyposażane są w bibliografię i przypisy).
W 2016 witryna zanotowała 6 milionów odsłon (ogółem: 40 milionów).

## Rada Naukowa
Radę naukową powołano w 2015. W jej skład wchodzą m.in. przedstawiciele Uniwersytetu Szczecińskiego i Archiwum Państwowego w Szczecinie:
- prof. dr hab. Radosław Gaziński – przewodniczący,
- prof. dr hab. Agata Zawiszewska,
- dr hab. Krzysztof Kowalczyk,
- dr hab. Paweł Gut,
- dr Kamila Mianowicz,
- dr Artur Skowronek[1].